# 怪獣大奮戦 ダイゴロウ対ゴリアス
『怪獣大奮戦 ダイゴロウ対ゴリアス』（かいじゅうだいふんせん ダイゴロウたいゴリアス）は、1972年12月17日に「東宝チャンピオンまつり」の一作として公開された東宝・円谷プロダクション製作の特撮映画作品。監督は飯島敏宏、主演は三波伸介。
キャッチコピーは「みなしご怪獣ダイゴロウ。おなかがすいたら怪獣だって食べちゃうぞ!?」。

## 概要
円谷プロダクション十周年記念作品。円谷プロの記念作品の第1弾であると共に、同社としては初の完全新作オリジナル怪獣劇場映画でもある。監督の飯島敏宏によるファンタジックな世界観が特徴の心優しい怪獣映画となっており、怪獣との共存や環境をテーマとしているうえ、風刺のニュアンスのためにリアルな社会の描写も重視している。ストーリーは「現代童話」が意図されている。なお、企画時のタイトルは『怪獣大奮戦』。
本作撮影当時、飯島は所属会社のTBSからの出向辞令により、木下惠介プロダクションでプロデューサーとしてテレビドラマの製作を担当していた。同社社長で松竹出身の木下惠介は飯島が監督する本作品が東宝系で配給されることに不快感を示したが、飯島から脚本を見せられた際に「君、怪獣映画なんか撮るんだ」と述べ、おおむね納得したという。
飯島は、本作品について「ゴジラには勝った」と自負していたが、同時上映であった『パンダコパンダ』には驚愕したという。
東宝と円谷プロによる東宝チャンピオンまつり用映画としては、1970年に『ゴジラ・レッドムーン・エラブス・ハーフン 怪獣番外地』が企画され、金城哲夫と満田かずほによるプロットが執筆されたが、実現には至らなかった。
後年、小中千昭と小中和哉と岡田恵和は映画『ガメラ 大怪獣空中決戦』（徳間書店）の製作に際して最初期の構想（通称「小中ガメラ」）を担当した際、本作品から影響を受けている。この構想は未使用となったが、さらに後年の映画『小さき勇者たち〜ガメラ〜』（KADOKAWA）、テレビシリーズ『ウルトラマンティガ』（円谷プロ）、テレビアニメ『デジモンテイマーズ』（東映アニメーション）に活かされた。

## あらすじ
東京湾に姿を現した怪獣が自衛隊によって退治され、その怪獣の子供が後に残された。この子供怪獣はダイゴロウと名付けられ、国の管理下で飼育されることになった。しかし、ダイゴロウは驚くべき大食漢であり、国税ではエサ代をまかないきれなくなったため、成長抑制剤・アンチグロウを投与されそうになる。
それを知った子供たちと発明おじさんや熊五郎ら気のいい大人たちは立ち上がり、ダイゴロウのエサにもっと予算をつけてくれと要求するが、役人の鈴木は追加予算を認めようとしない。また、発明おじさんはダイゴロウに腹一杯食わせてやろうと、賞金狙いでさまざまな発明品を作り出すが、なかなか上手くいかない。ところが、「瞬間雨降りミサイル」を披露した際には雪が降り始めて成功とみなされ、見事に賞金を獲得できたため、おじさんは釈然としない。「失敗したはずなのに、なぜ雪が降ったんだ？」
それは宇宙から隕石に乗って現われ、周囲の熱エネルギーを吸収する凶暴な怪獣ゴリアスの仕業だった。ダイゴロウはゴリアスに勇敢に立ち向かうもあえなくダウンし、勢いに乗ったゴリアスはコンビナートに出現して大暴れする。通常兵器ではゴリアスを倒せず、ついには核兵器の使用も検討され始めてしまう。
「このままでは海も死んでしまう」と子供たちは危惧する。息を吹き返したダイゴロウは母親同様に火炎を吐けるのではないかと気付いたおじさんたちと共に特訓を開始するが、そこにゴリアスが出現する。

## 登場怪獣

### ダイゴロウ
日本に上陸して暴れた怪獣の子供。瓦礫の中から発見され、孤島に隔離される形で飼育されていた。人懐こく、聞き分けが良い。そのため、食欲による予算過多を理由に成長を薬品で止められる際には、それを理解したかのように従う。反面、野生を失ったわけではなく、遥か彼方に飛来したゴリアスに対し、ライオンのように怒りを露にした。ただし特訓したものの格闘能力は低く、母譲りの高熱火炎でゴリアスを退けた。頭には小さな角があり口に猫のようなヒゲが生えている。
- デザインは池谷仙克、造型は高山良策が担当[20][21]。別途で子供時代のものも描かれている[21]。造形物は着ぐるみがメインのものと赤ん坊時のものが1体ずつ、ほかに実物大の頭部と左手と左足の造形物が製作された。赤ん坊時の着ぐるみは2013年時点で現存している[22]。高山によるラテックス製の雛形は、一時期円谷プロダクションの社長室に飾られていた[23]。

### 母怪獣（ダイゴロウの母）
6年前に原子力潜水艦の爆発が原因で蘇った怪獣で、一対の角と鬣を有する。東京湾に上陸した後に市街地を蹂躙し、火を吐いて暴れるが、大型ミサイルによって絶命。後には彼女の子供が遺されていた。
- 検討用デザインを担当した米谷佳晃は、デザインを担当した池谷仙克が鬼子母神をイメージしていたと証言しており、乳房と怒髪天の頭髪を付けた母怪獣としてデザインしたとしている[24][21]。

### ゴリアス
宇宙から隕石に乗って地球に侵入した異星の生命体。熱エネルギーを吸収するため、周囲の海域は氷結、低温化する。武器は額の角から発する電撃光線と巨大な拳。日本に上陸し、石油コンビナートを破壊。ゴリアス迎撃のため核兵器の使用までもが検討された。特訓したダイゴロウと対戦、発明おじさんたちによって電光を封じるための巨大な絶縁布を角に付けられるもそれを剥がし、終始優勢に戦いを進めるが、ダイゴロウの高熱火炎に角を破壊され敗北。最後はロケットで宇宙へ帰された。
- 検討用デザインを担当した米谷佳晃は、脚本では単眼の岩塊を意図しており、完成デザインとは大きくイメージが異なるものであったことを証言している[24][21]。ダイゴロウ同様、悪意が排除されたデザインとなっており、怪力の暴れん坊というコンセプトでデザインされた[10]。パンチ力が強いという設定に基づき、手が大きく作られた[4]。
- 着ぐるみのほかに実物大の手や尾の造形物が製作された[4]。

## 登場メカニック
エアロバイク スカイラーク号
賞金200万円をダイゴロウの食糧代に充てようと、オジサンがBCB-TVのテレビ番組『ビックリ発明大ショック』に出場するために製作した飛行バイク。バイクにプッシャ式エンジンや翼、カウリングや補助輪などを取り付けた一種の超軽量動力機であるが、長々と滑走した末に、僅かに飛行した後に爆発したに止まった。
大型ミサイル
自衛隊がダイゴロウの母に対して使用したミサイル。4基のエンジンをクラスター化したブースターと弾頭部の二段式となっており、装軌式牽引車に牽引された装軌式の単装ランチャーから発射される。港湾部や市街地を蹂躙するダイゴロウの母に対して自衛隊基地内から発射され、ダイゴロウの母の頭部に直撃し、一撃でダイゴロウの母を絶命させてしまった。
瞬間雨降りミサイル
『ビックリ発明大ショック』への再挑戦のためにオジサンが制作した発明品。雲の中の水蒸気を冷却する事により、打ち上げから3分以内に雨を降らせるという人工降雨装置だったが、打ち上げ直後にゴリアスの影響で雪が降り出したため、その性能の真偽は不明。

## キャスト
- 鬼沢熊五郎[2][3]：三波伸介
- 斉藤（飼育係）[2][3]：小坂一也
- 鈴木等[2][3]：小林昭二
- 八五郎[2][3]：三角八朗
- 医者[2]：浜村純
- 中年男[2]：砂塚秀夫
- 好子の見合いの相手[2]：小松政夫
- TVキャスター[2]：人見きよし
- 好子[2]：天地総子
- 鬼沢うめ子[2]：瞳麗子
- 女[2]：田坂都
- 斉藤のガールフレンド[2]：田代千鶴子
- 飲み屋の親父[2]：若宮大祐
- 親父[2]：今村源兵
- 飼育係[2]：佐々木久男
- アシスタント[2]：辻しげる
- 飼育係[2]：伊海田弘、山寺勉
- 飼育係上司[2]：石山克己
- 太郎[2][3]：矢崎友紀
- 子供[2]：村田宏一、簾内滋之、スタンリー・イルマティ、河井京子、伊東享子
- オジサン（発明家）[2][3]：犬塚弘
- ダイゴロウ[2]：山村哲夫
- ゴリアス[2]：加藤寿

## スタッフ
- 製作：円谷一
- 脚本：千束北男
- 音楽：冬木透
- 撮影：稲垣涌三
- 美術：池谷仙克
- 照明：新井盛
- 録音：東京映画映像部
- 整音：西尾昇
- 光学撮影：宮重道久、茂田幸男、中村司、吉田和広、木村金男、鯨井実、兵頭文造
- 監督助手：山本正孝
- 編集：白江隆夫
- 視覚効果：飯塚定雄
- 現像所：東京現像所
- 製作担当者：笠井一美
- 特殊技術：大木淳、中野稔
- 監督：飯島敏宏

### ノンクレジット
- 怪獣検討用デザイン：米谷佳晃[24]
- スチール：松原義昭[2]
- 製作：満田かずほ[1]
- 予告編音楽[注釈 4]：冨田勲

## 音楽
主題歌
「ダイゴロウ対ゴリアス」
歌：子門真人、荒川少年少女合唱隊
挿入歌
「ララバイ オブ ダイゴロウ」
歌：桜井妙子、スタジオ・シンガーズ
「ぼくのおじさん」
歌：子門真人
「そしてエピロオグ」
歌：子門真人

## 映像ソフト
- VHS 品番TG4339[8]
- LD 品番 TLL2181[8]
- DVD
  - 2005年9月30日、DVDが発売された。
  - 2015年8月19日、東宝DVD名作セレクションとして再発売された。

## 同時上映
『ゴジラ電撃大作戦』
脚本：馬淵薫、本多猪四郎 / 特技監督：有川貞昌 / 監督：本多猪四郎 / 主演：久保明
1968年公開『怪獣総進撃』の改題短縮リバイバル版。
『パンダコパンダ』
原案・脚本・場面設定：宮崎駿 / 演出：高畑勲 / 主演（声）：杉山佳寿子 、熊倉一雄/ 東京ムービー（現：トムス・エンタテインメント）作品

## 漫画版
『怪獣ダイゴロウ』
小学館の学習雑誌に連載
ダイゴロウを擬人化した日常コメディ。作風としては「快獣ブースカ」のそれに近い。。
- 小学一年生 1972年7月号-10月号連載

作画：林ひさお、構成：田口成光
- 小学二年生 1972年7月号-1973年3月号連載

作画：山根あおおに
- 小学三年生 1972年7月号-1974年3月号連載

作画：山根あおおに
- 小学四年生

1972年7月号-1973年3月号連載
作画：藤田茂
1974年4月号-6月号連載
作画：山根あおおに
- 小学五年生 1972年4月号-1973年3月号連載

作画：しのだひでお
- 小学六年生 1972年4月号-1973年3月号連載

作画：板井れんたろう、構成：藤川桂介